# 香港鐵路百年蛻變（增訂版）
《香港鐵路百年蛻變（增訂版）》於2020年出版，是一本記述中國香港由開埠初期至今的鐵路發展歷史。
此書上一版《香港鐵路100年》於2012年出版，由於香港鐵路發展迅速，所以作者重新修訂該書，補充近期發現的歷史資料，增加近年香港鐵路發展的動態。